# Багдис
Багдис е провинция в северен Афганистан с площ 20 591 км² и население 420 400 души (2006). Административен център е град Калайи Нау.

## Административно деление
Провинцията се поделя на 7 общини.